# Óscar Pereiro
Óscar Pereiro Sío (* 3. August 1977 in Mos (Pontevedra), Galicien) ist ein ehemaliger spanischer Radrennfahrer und späterer Fußballspieler. Sein größter Erfolg war der Sieg bei der Tour de France 2006.

## Karriere

### Frühe Jahre
Zu Beginn seiner Radsport-Karriere konzentrierte sich Pereiro vor allem auf Querfeldein-Rennen. So wurde er 1997 Dritter bei der spanischen Nachwuchscrossmeisterschaft und konnte diese ein Jahr später sogar gewinnen. In der Saison 1999 belegte er dann auch im Eliterennen der Nationalmeisterschaft für Crosser den zweiten Platz. Schließlich beschloss Pereiro aufgrund von mangelnden Qualifikationen für andere Berufe Rad-Profi zu werden.

### 2000–2005
Pereiro wurde 2000 Profi beim kleinen portugiesischen Team Porta da Ravessa. In seinem ersten Jahr wurde er Dritter beim kleinen portugiesischen Rennen GP Sport Noticiás und belegte Platz zwei in der Nachwuchswertung der Portugal-Rundfahrt. Sein erster Profi-Sieg gelang ihm dann 2001 auf der dritten Etappe des GP R.L.V.T. Außerdem erreichte er in derselben Saison noch zwei weitere zweite Plätze bei kleinen Etappen-Rennen in Portugal und wurde Gesamtzweiter beim GP Matosinhos.
Nach zwei Jahren wechselte er zum UCI ProTeam Phonak Hearing Systems und kam bei größeren Rennen zum Einsatz. Phonak-Chef Andy Rihs hatte zuvor Álvaro Pino die Leitung des Teams anvertraut. Pino stammte wie Pereiro aus der Provinz Pontevedra und bot Pereiro einen Vertrag an, den dieser unterschrieb. Er gewann eine Etappe bei der Katalanischen Woche und wurde Elfter beim Giro d’Italia, seiner ersten dreiwöchigen Rundfahrt, bei der er außerdem einmal Etappen-Sechster wurde. Diese Resultate überraschten den bis 2002 sportlich nicht sonderlich in Erscheinung getretenen Pereiro selbst. Am Ende der Saison nahm er auch noch an der Vuelta a España teil und fuhr dort zwei weitere Top-Ten-Resultat auf verschiedenen Abschnitten heraus, beendete das Rennen aber nicht. Im Vorfeld der Rundfahrt hatte er schon einen dritten Platz bei der Prueba Villafranca de Ordizia erreicht.
Im folgenden Jahr bewies Pereiro seine Kletter- und Zeitfahreigenschaften bei der Tour de Suisse, wo er Zweiter im Prolog wurde, eine Berg-Etappe gewann und Dritter im Gesamtklassement wurde. Außerdem erreichte er den zweiten Platz bei der Burgos-Rundfahrt und wurde 17. bei der Vuelta a España, die er in diesem Jahr erstmals zu Ende fuhr und bei der er zwei zehnte Etappenränge herausfuhr.
2004 stieß Tyler Hamilton als Kapitän für die Tour de France zum Phonak-Team. Vom später wegen Blutdopings gesperrten Amerikaner konnte sich Pereiro viele Feinheiten in Bezug auf Training, Ernährung und Rennverhalten eines Teamkapitäns abschauen. Pereiro gelang im gleichen Jahr ein Sieg bei der schweren Classique des Alpes und kurz darauf bei seiner ersten Tour-de-France-Teilnahme ein guter zehnter Platz aufgrund seiner konstanten Fahrweise, denn er erarbeitete sich die Platzierung nicht etwa durch einen Zeitgewinn durch einen geglückten Ausreißversuch. Zudem sprangen auch noch ein sechster Rang im Prolog und zwei weitere Etappen-Top-Ten-Resultate beim größten Rennen der Welt heraus.

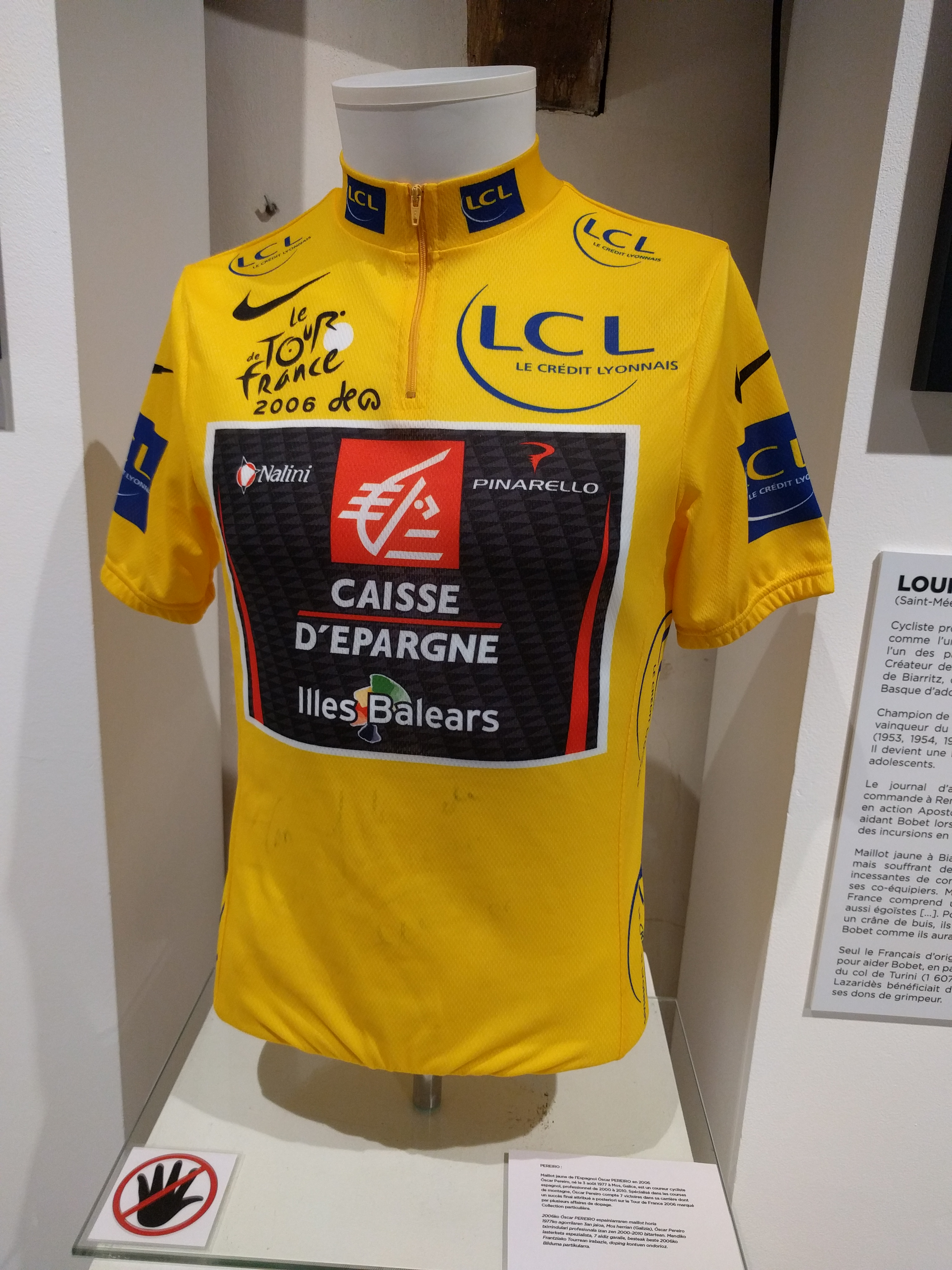
Gelbes Trikot von Pereiro, Tour de France 2006.

Anfang 2005 bestritt Pereiro auch wieder Querfeldein-Rennen und gewann ein solches im spanischen Mos. Auch der Start in die Straßensaison begann mit einem dritten Platz in der Bergwertung von Paris-Nizza vielversprechend. Ende April 2005 gewann Pereiro den Prolog der Tour de Romandie, wo er Siebter wurde und die Punktewertung als Zweiter abschloss; bei der Baskenland-Rundfahrt erreichte er den sechsten Platz. Mit der Phonak-Mannschaft fuhr Pereiro beim Pro-Tour-Mannschaftszeitfahren auf Rang zwei. Während der Tour de France 2005 verlor er auf dem Tagesabschnitt nach Courchevel sieben Minuten, dann konnte er auf dem 15. Abschnitt durch eine erfolgreiche Attacke wieder fünf Minuten gutmachen und einen Tag später die 16. Etappe nach einem erneuten Ausreißversuch gewinnen. Nach einem weiteren geglückten Ausreißversuch, der mit Tagesrang vier endete, belegte er erneut den zehnten Rang im Gesamtklassement, welcher nach Jan Ullrichs nachträglicher Disqualifizierung auf Rang 9 verbessert wurde, und erhielt die Auszeichnung des aggressivsten Fahrers. Zudem wurde er Zweiter in der Bergwertung. Auch nach der Tour fuhr er bei Kriterien in den Niederlanden und Frankreich Podestränge heraus. Seine Saison beendete er schließlich mit der Vuelta a España. Nach einem zehnten Platz auf der neunten Etappe verpasste er vier Tage später den Sieg nur um vier Sekunden gegenüber Samuel Sánchez. Es folgten noch zwei achte und ein fünfter Etappenplatz. Schließlich beendete er die Spanien-Rundfahrt als 25.

### 2006–2008
Zur Saison 2006 verließ Pereiro den Phonak-Rennstall, um Helfer für Alejandro Valverde bei Caisse d’Epargne zu werden, obgleich er noch einen Vertrag beim Team Phonak für 2006 besessen hatte. Erneut sollte für den Spanier die Tour de France im Vordergrund stehen. Doch Kapitän Valverde brach sich schon zu Beginn der Tour das Schlüsselbein. Somit sollten Pereiro und Vladimir Karpets die verbliebene Mannschaft anführen. Völlig überraschend eroberte er am Ende der 13. Etappe das Gelbe Trikot von Floyd Landis und wurde hinter dem Deutschen Jens Voigt Zweiter der Etappe. Er profitierte dabei davon, dass der in der Gesamtwertung führende Landis ihn nicht als Anwärter auf den Gesamtsieg ansah und die Ausreißergruppe um Pereiro mit 29 Minuten Vorsprung in Montélimar ankommen ließ. Pereiro verlor das Gelbe Trikot nach der 15. Etappe wieder an Landis, eroberte es aber auf der 16. Etappe nach La Toussuire zurück, als Landis einen Kräfteeinbruch erlebte. Pereiro konnte das Gelbe Trikot auch dank eines siebten Etappenranges in Morzine bis zum abschließenden Zeitfahren verteidigen, dort musste er es erneut Landis, der als der deutlich bessere Zeitfahrer galt, überlassen, obwohl er als Vierter eine sehr gute Leistung zeigte. Am 27. Juli 2006 wurde jedoch bekannt, dass Pereiros Freund Floyd Landis während der Tour positiv auf Testosteron getestet wurde. Daher wurde Landis am 21. September 2007 der Titel aberkannt und Pereiro nachträglich zum Tour-Sieger 2006 erklärt. In einer bescheidenen Zeremonie wurde ihm 2007 in Madrid das Gelbe Trikot überreicht.
In der Endphase der für ihn erfolgreichsten Saison der Karriere stand Pereiro noch bei der Vuelta a España am Start und wurde mit Caisse d’Epargne Zweiter im Auftakt-Mannschaftszeitfahren. Das Jahr schloss er mit einem zweiten Rang und zwei Siegen bei Kriterien in Spanien ab.
Am 18. Januar 2007 meldete die französische Zeitung Le Monde in ihrer Internetausgabe, dass Oscar Pereiro nach der 14. und 16. Etappe der Tour de France 2006 positiv auf Salbutamol getestet worden sei. Allerdings konnte er eine Ausnahmegenehmigung vorlegen, dass er das Mittel, das in den meisten Asthmamitteln enthalten ist, aus gesundheitlichen Gründen nehmen musste. Diese Ausnahmegenehmigung wurde nun allerdings von der französischen Anti-Dopingagentur AFLD angezweifelt. Die AFLD hatte bereits seit August 2006 Pereiro mehrmals angeschrieben mit der Bitte die medizinischen Dokumente vorzulegen, um jeden Zweifel auszuräumen. Dem kam Pereiro nicht nach und die AFLD wollte ein Disziplinarverfahren gegen ihn eröffnen, sollte er die Dokumente nicht bis zum 25. Januar vorgelegt haben. Das Disziplinarverfahren hätte zu einer Sperre für alle französischen Rennen, aber auch zur nachträglichen Disqualifikation bei der Tour de France 2006 führen können. Doch am 26. Januar erklärte die AFLD, dass sie alle Ermittlungen gegen Pereiro nach dem Erhalt der Dokumente eingestellt hätte. Sportlich hingegen absolvierte Pereiro eine gute Saison. Nach dem Sieg im Mannschaftszeitfahren der Katalonien-Rundfahrt mit seinem Team zeigte Pereiro mit einem zweiten Etappenplatz beim Critérium du Dauphiné Libéré seine gute Form vor der anstehenden Frankreich-Rundfahrt. Nach einem achten und einem neunten Etappenrang wurde er zum dritten Male Zehnter beim größten Rennen der Welt. Nach der Tour erreichte er neben einem dritten Platz auf einem Tagesabschnitt den zweiten Gesamtrang der Tour du Limousin. Die folgende Vuelta a España musste er allerdings nach dem achten Tag aufgeben.
Im Vorfeld der nächsten Tour de France wurde Pereiro Dritter bei der spanischen Meisterschaft. Nach einem zehnten und einem sechsten Etappenrang während der Tour brach sich Pereiro bei einem schlimmen Sturz den Arm, ein Schlüsselbein und die Schulter. Er war auf der Abfahrt vom Colle d'Agnello über eine Brüstung gestürzt und mehrere Meter durch die Luft auf die darunter verlaufende Straße geflogen. Aufgrund seiner Verletzungen musste Pereiro fünf Monate lang auf jegliches Training verzichten.

### 2009–2010
Nach diesem Unfall war Pereiro nicht mehr der Alte. In der Saison 2009 konnte er zwar einen Sieg im Teamzeitfahren bei der Mittelmeer-Rundfahrt und einen vierten Etappen- sowie achten Gesamtrang beim Circuit Cycliste Sarthe herausfahren, doch bei der Tour de France zeigten sich seine unfallbedingten Defizite: als nomineller Kapitän von Caisse d’Epargne hatte er keine Chance auf einen Sieg oder eine vordere Platzierung in der Gesamtwertung und stieg nach sieben Abschnitten aus. Danach wurde er von Caisse d’Epargne freigestellt, seine Laufbahn schien frühzeitig beendet zu sein.
Doch für 2010 ergab sich noch einmal die Gelegenheit, für das Pro Team Astana als Helfer für Toursieger Alberto Contador zu fahren. Pereiro bestritt die Katalonien-Rundfahrt, die er als 19. abschloss. Für die Tour de France aber wurde er nicht nominiert. Das Saisonabschlusskriterium in Valencia war zwar Pereiro gewidmet, doch nach einer Operation am Handgelenk konnte er nicht teilnehmen und verabschiedete sich in Zivil vom Radsport. Nach seinem Karriereende als aktiver Fahrer kommentierte Pereiro für den spanischen Rundfunk die Vuelta.

## Fußball-Karriere
Am 10. Dezember 2010 gab Pereiro ein bemerkenswertes Sport-Comeback bekannt. Er unterzeichnete einen Vertrag als Fußball-Profi in der spanischen Segunda División B beim galicischen Verein Coruxo FC. Er begründete den Aufsehen erregenden Schritt damit, dass es immer schon sein Traum gewesen sei, Fußball-Profi zu werden.
Am 19. Dezember 2010 feierte er in der zweiten Mannschaft von Coruxo sein Fußball-Debüt und erklärte danach, dass er hoffe, 2011 in der Profi-Mannschaft eingesetzt zu werden.

## Erfolge
2001
- eine Etappe Grande Premio R.L.V.T.

2002
- eine Etappe Katalanische Woche

2003
- eine Etappe Tour de Suisse

2004
- Classique des Alpes

2005
- eine Etappe Tour de Romandie
- eine Etappe sowie  Kämpferischster Fahrer Tour de France

2006
- Gesamtwertung Tour de France

2007
- Mannschaftszeitfahren Katalonien-Rundfahrt

2009
- Mannschaftszeitfahren Mittelmeer-Rundfahrt

## Grand Tour-Gesamtwertung
| Grand Tour            | 2002 | 2003 | 2004 | 2005 | 2006 | 2007 | 2008 | 2009 | 2010 | 2011 |
| --------------------- | ---- | ---- | ---- | ---- | ---- | ---- | ---- | ---- | ---- | ---- |
| Giro d’ItaliaGiro     | 11   | –    | –    | –    | –    | –    | –    | –    | –    | –    |
| Tour de FranceTour    | –    | –    | 10   | 9    | 1    | 10   | DNF  | DNF  | –    | –    |
| Vuelta a EspañaVuelta | 30   | 17   | –    | 25   | 49   | DNF  | –    | –    | –    | –    |